# Публий Лициний Красс (консул 97 года до н. э.)
Пу́блий Лици́ний Красс (лат. Publius Licinius Crassus; погиб в 87 году до н. э., Рим, Римская республика) — древнеримский военачальник и государственный деятель из плебейского рода Лициниев Крассов, консул 97 года до н. э., цензор 89 года до н. э. Согласно одной из гипотез, в качестве народного трибуна добился в 109 или 108 году до н. э. принятия закона против роскоши. В последующие годы сделал военную карьеру, не участвуя во внутриполитической борьбе. После консулата был наместником Дальней Испании (95—93 годы до н. э.) и отпраздновал триумф над лузитанами. Во время Союзнической войны сражался против восставших италиков, но не слишком удачно; тем не менее был выбран цензором на 89 год до н. э. Когда начался конфликт между Гаем Марием и Луцием Корнелием Суллой, встал на сторону последнего. После взятия Марием Рима в 87 году до н. э. был убит вместе с одним из сыновей.
Третьим сыном Публия Лициния был Марк Лициний Красс, один из участников первого триумвирата.

## Биография

### Происхождение
Публий Лициний принадлежал к плебейскому роду, представители которого были в составе самой первой коллегии народных трибунов и достигли консульства уже в 364 году до н. э. Правда, в промежутке между 361 и 236 годами Лицинии ни разу не упоминаются в Капитолийских фастах. Начало следующего периода в истории рода связано с жившим, предположительно, во время Первой Пунической войны Публием Лицинием, старший из сыновей которого получил прозвище «Красс» (Crassus), ставшее когноменом для его потомков.
Фасты называют преномены отца и деда Публия Лициния Красса — «Марк» и «Публий» соответственно. «Марк» — это претор 127 или 126 года до н. э., прозванный «Агеластом» (от др.-греч. ἀγέλαστος — «угрюмый, неулыбчивый») за свой неизменно мрачный вид. «Публий»-старший — это, предположительно, консул 171 года до н. э. и племянник первого Красса-консула, Публия Лициния Красса Дива, коллеги Сципиона Африканского в 205 году до н. э. Согласно этой генеалогии, современник Публия Лициния Луций Лициний Красс, консул 95 года до н. э. и лучший оратор эпохи, приходился ему троюродным братом.
Мнения историков о материальном положении этой ветви Лициниев расходятся. Известно, что единственный, переживший Публия, сын получил в наследство 300 талантов — относительно небольшую сумму. Исходя из этого и из имени жены Красса-старшего, некоторые антиковеды предполагают, что последний был человеком небогатым и из-за этого согласился на явный мезальянс. С другой стороны, есть мнение, что наследство могло просто уменьшиться за годы гражданской войны.

### Начало карьеры
О политической деятельности Публия Лициния до консулата в историографии нет единого мнения. Макробий упоминает некоего Публия Лициния Красса Дивита, выдвинувшего закон о роскоши. Эта инициатива, отчасти совпадавшая с Фанниевым законом, предписывала римлянам в календы, ноны и нундины тратить на еду не более тридцати ассов в день; в остальные же дни ограничивалось количество подаваемого к столу вяленого мяса (три фунта), солёной рыбы и «того, что родилось на земле, на лозе или на дереве» (по одному фунту). Согласно Макробию, оптиматы настолько энергично продвигали этот закон, что он вступил в фактическую силу ещё до окончания формальной процедуры.
В историографии существует мнение, что автор Лициниева закона — будущий консул 97 года до н. э., а датировать эту инициативу следует 109 или 108 годом до н. э., когда Красс мог быть народным трибуном. Известно, правда, что Публий Лициний не носил агномен Дивит; антиковед А. Уорд предположил в связи с этим, что Макробий просто запутался в Крассах и дал такой вариант имени под влиянием сочинений Марка Туллия Цицерона, где фигурирует целый ряд Публиев Лициниев Крассов Дивитов. Но есть и противники такого отождествления. Они обращают внимание на отсутствие возможностей для датировки данной инициативы: говорить можно только о периоде между 143 (это дата принятия предыдущего закона на эту тему, lex Didia) и 102 (дата смерти Луцилия, давшего саркастический комментарий) годами до н. э. Кроме того, Ф. Мюнцер считает, что 109 или 108 годы, на один из которых должен был приходиться, в соответствии с законом Виллия, трибунат Публия Лициния, не слишком подходят для датировки таких инициатив, к тому же энергично поддержанных сенатской аристократией: именно на это время приходится антисенатская деятельность трибуна Гая Мамилия Лиметана.
Согласно Цицерону, один из Публиев Лициниев Крассов устроил великолепные игры во время своего эдилитета. Речь может идти именно о будущем консуле 97 года до н. э.
Возможно, Публий Лициний участвовал в борьбе против политиков-демагогов Луция Аппулея Сатурнина и Гая Сервилия Главции. По крайней мере, Цицерон в восьмой филиппике упоминает в числе аристократов, которые взяли в руки оружие в декабре 100 года до н. э., «всех Крассов». Ф. Мюнцер расценивает это свидетельство как достоверное. О. Любимова считает более ценным другое сообщение Цицерона на эту тему: выступая в защиту Гая Рабирия в 63 году до н. э., оратор привёл подробный перечень противников Сатурнина, в котором фигурирует только один Красс — Луций Лициний. За ходом этого судебного процесса внимательно наблюдал Марк Лициний Красс, и в этой ситуации Цицерон, по мнению Любимовой, не мог прибегнуть к искажениям или неоправданным умолчаниям.

### Высшие магистратуры
В соответствии с законом Виллия, не позже 100 года до н. э. Публий Лициний должен был занимать претуру. Первой его должностью, о которой есть надёжные сведения, стал консулат 97 года до н. э.; коллегой Красса стал патриций Гней Корнелий Лентул. Ничего особенного в этот консульский год не происходило: самым важным событием стал запрет человеческих жертвоприношений постановлением сената. Ещё до истечения срока своих полномочий Красс уехал в Дальнюю Испанию в качестве наместника.
Вместе с Публием Лицинием в провинцию отправился один из его сыновей — Марк. Полномочия Красса в Дальней Испании продлевались на 95, 94 и 93 годы до н. э., и по возвращении в 93 году он отпраздновал триумф над лузитанами. При этом какие-либо подробности о ходе военных действий неизвестны. Источники сообщают только, что проконсул предпринял экспедицию на Касситеридские острова, после чего начались закупки олова и свинца у местных жителей (правда, существует гипотеза, что в рассказе об этих событиях фигурирует его внук, тоже Публий). Возможно, именно этот Красс основал город Кастра Лициниана. В любом случае Публий Лициний смог за три года обзавестись обширными связями в этой части Испании: позже, во время гражданской войны, его сын смог благодаря многочисленным клиентам семьи набрать здесь собственное войско.
В следующий раз после триумфа Публий Лициний появляется в источниках в 90 году до н. э., когда существенную часть Италии охватило восстание союзников против Рима. Красс стал одним из легатов под командованием консула Луция Юлия Цезаря. Его коллегами стали Луций Корнелий Сулла, Тит Дидий, Марк Клавдий Марцелл и, возможно, Квинт Лутаций Катул. Воевал Красс на этот раз менее удачно, чем в Испании: в Лукании его разбил претор Италийского союза Марк Лампоний. Согласно Фронтину, италики подожгли лес рядом с римским лагерем, и в результате Публий Лициний потерял 8 тысяч воинов и был вынужден отступить в Грумент.
Несмотря на это поражение, Красс уже в следующем году (89 до н. э.) стал цензором вместе с всё тем же Луцием Юлием Цезарем. Коллеги совершили очистительную жертву (lustrum), но перепись проводить не стали: всё ещё не было решено, в какие трибы включать италиков, только что получивших гражданство согласно lex Julia и lex Plavtia-Papiria. Ещё одним заметным событием этого года стало введение цензорами ограничений на торговлю благовониями и иноземными винами. Это могло быть сделано для того, чтобы простимулировать импорт жизненно важных товаров в условиях экономического кризиса.

### Участие во внутриполитической борьбе
О позиции Публия Лициния во внутриполитической борьбе у историков нет единого мнения. Существует предположение, что до определённого момента Красс не проявлял никакого интереса к острым конфликтам, происходившим внутри римского общества. Источники ничего не сообщают о его участии в событиях, связанных с Югуртинской войной, поражениями от германцев, судебными реформами, аграрными законами Сатурнина. Он не фигурирует ни в одном из громких процессов 90-х годов до н. э., и его позиция в связи с законодательством Марка Ливия Друза неизвестна. После цензуры он не упоминается в связи с борьбой за командование в войне с Митридатом. Возможно, Красс уклонялся от любых внутриполитических конфликтов, сознательно предпочитая военную карьеру гражданской. Э. Бэдиан называет его «человеком, не очень активно участвовавшим во внутренней политике: свою славу он добыл прежде всего благодаря военным успехам».
Тем не менее тот же Бэдиан считает, что Красс достаточно долго являлся сторонником Гая Мария и был обязан последнему своим возвышением; доказательством тому может быть родство жены Красса с неким Венулеем, казнённым во время проскрипций. Только во второй половине 90-х годов до н. э. Публий Лициний перешёл в противоположный лагерь. Факт этого перехода, по мнению Бэдиана, зафиксирован в перечне легатов в первый год Союзнической войны: Красс оказался под командованием Цезаря вместе с такими врагами Мария, как Луций Корнелий Сулла и Квинт Лутаций Катул, а сам Марий стал легатом другого консула, Публия Рутилия Лупа, вместе со своим новым союзником Квинтом Сервилием Цепионом.
Согласно гипотезе А. Уорда, Публий Лициний был оптиматом с самого начала своей политической деятельности. Доказательствами тому исследователь считает гипотетическую законодательную инициативу Красса во время его трибуната, возможное участие в борьбе с Сатурнином и сотрудничество с Луцием Юлием Цезарем.
О. Любимова считает, что аргумент Бэдиана относительно Венулея несостоятелен, исходя из хронологии: Публий Лициний женился ещё в 110-х годах, до возвышения Мария. Она отвергает гипотезы относительно Лициниева закона и борьбы с Сатурнином и допускает, что Луций Юлий Цезарь взял Красса легатом в свою армию просто из-за его военного опыта. По мнению исследовательницы, Публий Лициний категорически не хотел участвовать в межпартийных распрях и был вынужден выбрать одну из сторон противостояния, только когда армия стала «фактором внутренней политики».
В 87 году до н. э. в Риме произошёл очередной острый конфликт. Один из консулов, Луций Корнелий Цинна, выступил за распределение новых граждан по всем трибам, а его коллега Гней Октавий высказался против и получил поддержку сената. Дело дошло до полномасштабного сражения на улицах. Цинна проиграл, бежал из города и собрал армию; к нему присоединился изгнанный годом ранее Гай Марий. В этой ситуации Публий Лициний стал легатом Гнея Октавия и одним из руководителей обороны города. Вероятно, он принимал участие в попытке отбить у марианцев Яникул; позже он убеждал Квинта Цецилия Метелла Пия не вести переговоры с врагом, а дать ему сражение. Тем не менее город был сдан.

### Гибель
Публий Лициний стал одной из жертв развернувшегося в городе Риме в конце 87 года до н. э. марианского террора. Известно, что приказ о его убийстве отдал Цинна. Исполнение этого приказа источники описывают по-разному.
Согласно Аппиану, Красс погиб во время бегства. Эпитоматор Ливия, Флор и Лукан сообщают, что преследовали Публия Лициния всадники Гая Флавия Фимбрии. С Крассом был один из его сыновей. Согласно Плутарху, оба они были захвачены в плен, а потом казнены, а Флор сообщает, что их убили «друг у друга на глазах». Но при этом в периохах к Ливию значится, что Красс-младший был убит фимбрианцами, а его отец, «чтобы не претерпеть ничего недостойного своей доблести», бросился на меч. У Аппиана Публий Лициний убил сына и только после этого покончил с собой. Цицерон говорит о самоубийстве Красса, совершённом, чтобы избежать плена, в трёх своих произведениях, в том числе в одной речи, произнесённой в присутствии Марка Лициния.
Позже Марк Лициний Красс присоединился к Сулле в ходе гражданской войны, чтобы отомстить за отца и брата. Плутарх сообщает, что, когда Красс-младший попросил у Суллы охрану, чтобы отправиться в земли марсов набирать войско, тот резко ответил: «Я даю тебе в провожатые твоего отца, брата, друзей, родных — за них, незаконно и без вины казненных, я мщу убийцам!»

## Семья
Публий Лициний был женат на женщине по имени Венулея из незнатного рода, до этого брака не упоминавшегося в источниках. Некоторые историки предполагают, что Красс пошёл на явный мезальянс ради богатого приданого. Но есть и мнение, что браки между представителями сенатского сословия Рима и муниципальной аристократии были широко распространены и вполне приемлемы, а Публий Лициний был достаточно богат. О гипотетическом приданом Венулеи ничего не известно.
Брак был заключён не позже 117 года до н. э. Венулея уже к 114 году родила трёх сыновей, причём источники называют преномены только двоих: Публий (видимо, это имя старшего сына) и Марк (имя самого младшего). Среднего могли звать Гай или Луций, но в историографии считается несколько более предпочтительным первый вариант. Публий умер молодым (скорее всего, в промежутке между 93 и 88 годами до н. э.); Гай/Луций погиб вместе с отцом, так что продолжателем рода стал Марк Лициний Красс — позже один из участников первого триумвирата.
Красс жил в дорогом особняке в самом фешенебельном районе Рима — на Палатине; этот дом мог быть куплен в промежутке между 91 и 87 годами до н. э. у наследников Марка Ливия Друза. В 62 году до н. э. Марк Лициний продал его Цицерону за 3 с половиной миллиона сестерциев, и А. Уорд предполагает, что это была существенно заниженная цена. Тем не менее Плутарх сообщает, что семейный быт Крассов был довольно скромным. Двое старших сыновей Публия Лициния, даже женившись, продолжали жить с родителями. Эту семейную традицию сохранил и Марк Лициний: являясь богатейшим человеком Рима, он тоже жил скромно, в одном доме с женатыми сыновьями.